# Расул
Расул (араб. رسول, латиніз. Rasūl) — пророк, в ісламі великий посланець Аллаха, що приходить з проповіддю нової монотеїстичної релігії, не ігноруючи при цьому основні засади старої. Це визначення не стосується Адама, який був за мусульманським переданням прародичем людства.
Великими пророками (расулами) в ісламі були:
- Адам
- Нух
- Ібрагім
- Муса
- Іса
- Мухаммед

Всі решта пророки були набі. Тобто вони керувалися релігією, яку принесли расули.

У мусульманській догматиці і богослов’ї проводиться чітка межа між набі, що отримали просто одкровення (як у вигляді прямої інформації, так і через власні відчуття і сновидіння), і расулами, яким ангели приносили писання, і яким було доручено активно проповідувати його серед людей.

У справі поширення ісламу, між набі і расулами немає різниці. Всі вони повинні бути прийняті мусульманами — не визнання хоча б одного з них робить людину невіруючою.
Згідно з мусульманською традицією деякими основними якостями посланців Аллаха є:
• Сідк. Божі посланці правдиві. Ніколи не кажуть неправду

• Аманат. Їм можна повністю в усьому довіряти

• Фатанат. Пророки Аллаха відзначаються мудрістю

• Ісмет. Вони цілком безгрішні — ніколи не грішать, навіть у дрібницях

• Табліг. Пророки несуть людям слово Боже, незважаючи на будь-які перепони. Вони доносять його до людей у чистому, неспотвореному вигляді

• Амну'ль азл. Незворотність і постійність їх пророчої місії

Головні ознаки пророцтва: одкровення у стані трансу, благочестя, проповідь покори і стриманості, авторитет серед людей і гідне походження, вміння творити чудеса.

Одним із головних питань, пов’язаних з пророцтвом у ісламі, — чудеса пророків. Згідно з мусульманською доктриною, вони даруються Аллахом як доказ істинності проповіді пророка. Існує набір ознак, за якими їх відрізняють від здатності творити чудеса, якою наділені «святі», і фокусів чарівників.

Титул Расул аль-Акрам — «найвидатніший з усіх пророків» належить останньому мусульманському пророку Мухаммеду. Його називали також Расул ас-Сакалайн, тобто, «посланець до людей і джинів».